# Православ'я у Словаччині
Православ'я у Словаччині поширилося трудами святих Кирила і Мефодія у 9 столітті. Тоді ж була вперше створена Мукачівсько-Пряшівська єпархія, що перебувала у юрисдикції Сербської церкви із перервами до 1930-х років, коли її закарпатська частина перейшла в Московський патріархат (Мукачівська єпархія Українського екзархату). Згодом і Пряшівська єпархія, разом з Чеською, перейшли до Російської православної церкви від якої у 1951 році отримали неканонічну автокефалію. Томос про дарування автокефалії видав Вселенський патріархат 27 серпня 1998. Нині на території Словаччини служать три єпископи, знаходиться дві єпархії, 90 парафій, один монастир.

## Історія

### Місія святих Кирила і Мефодія
Початок християнства на території Моравії і Словаччини сходить до першої половини 9 століття, коли на ці землі прийшли проповідники з Греції, Валахії та Німеччини. Успіху проповіді перешкоджало те, що місіонери діяли розрізнено і здійснювали богослужіння не на слов'янській мові, а по-грецькому і на латині. До того ж німецька місія загрожувала незалежності Моравської держави.
У 862 році святий Ростислав, князь Моравський (846—870) після ради зі своїми вельможами (жупанами) і народом відправив посольство до візантійського імператора Михаїла III з проханням надіслати у Моравію такого проповідника, який би навчав народ на рідній мові. За порадою святителя Фотія, патріарха Константинопольського для цієї справи були обрані вчені брати Кирило (Костянтин) і Мефодій. У 863 році святі брати прибули до Моравії. Їхня місіонерська діяльність простягалася на територію сучасних Чехії та Словаччини. Ними була створена слов'янська азбука, перекладені на слов'янську мову Святе Письмо, богослужбові та канонічні книги Східної Церкви. Все це сприяло масовому хрещення народу. Своїх учнів, підготовлених до священицької хіротонії, святі брати планували відправити на посвячення до Константинополя. Однак політична нестабільність у Візантійській імперії не дозволила їм отримати звідти своєчасну підтримку.
Активна місіонерська діяльність слов'янських просвітителів викликала протидію з боку німецького кліру, підтримуваного частиною місцевих феодалів. Святі брати були звинувачені в єресі.
У 867 році Костянтин і Мефодій відправилися в Рим. Тут вони були урочисто зустрінуті папою Адріаном II (867—872). Брати привезли з собою мощі святого Климента Римського, які були покладені в Римі в храмі, побудованому на честь цього святителя. 14 лютого 869 року в Римі помер Костянтин, який був похований в базиліці святого Климента. Перед смертю він прийняв чернечий постриг з іменем Кирило.
Святий Мефодій і слов'янські учні святого Кирила були висвячені в священні ступені папою Адріаном і відправлені у Паннонію (що частково займала і територію сучасної Словаччини) на прохання місцевого князя Коцела Блатенского. Незабаром на прохання того ж князя святий Мефодій був поставлений на єпископа Паннонського. Паннонія була вилучена з влади баварських єпископів латинського обряду і безпосередньо підпорядкована Риму. Це викликало невдоволення німецького кліру і феодалів, які, взявши Мефодія під варту, відправили його до в'язниці у Швабії. Святитель вийшов на волю лише через два з половиною роки.
Після цього святий Мефодій знову був відправлений до Моравії Папою Іоанном VIII. Тут при владі перебував князь Святополк, племінник святого Ростислава, який скинув свого дядька з престолу. Святий Ростислав був осліплений і посаджений німецькими князями у в'язницю, де й помер. Проте незабаром Святополк порвав з німцями і став підтримувати слов'янське богослужіння. При його заступництві святий Мефодій продовжив місіонерські праці свого брата. Святий багато подорожував по Велокоморавській державі, хрестив народ і ставив священиків із слов'ян. Так, наприклад, близько 874 року ним були хрещені князь чехів Боривой, його дружина Людмила та двоє їхніх синів. Мефодій провів у Чехії близько року, освятивши тут перші християнські храми й поставивши для чехів кілька священиків. 6 квітня 885 року святий Мефодій помер. Його слов'янські учні були вигнані із Великої Моравії. Святі Климент, Наум і Ангелар пішли на південь до Македонії, Болгарії і Сербії; святий Сава в межі сучасного Закарпаття, а святий Горазд у Київську Русь.
Однак відтоді слов'янське богослужіння у Східній Словаччині уже не переривалося ніколи.

### Православ'я за династії Арпадів
Після розпаду Великоморавської держави Словаччина увійшла до складу Угорського королівства. Династія Арпадів (Арпадовичей), яка правила в Угорщині у 889—1301 роках перебувала у родинних зв'язках з візантійськими і руськими аристократичними родами і тому терпимо ставилася до грецької і слов'янської богослужбових традицій.
Відомо, що ще у 14 столітті грецьких православних монастирів в Угорському королівстві було більше, ніж католицьких, що викликало занепокоєння Римського престолу.
У Мукачеві ще з 9 століття існувала православна єпархія, до якої входило слов'янське населення (русини і словаки) Закарпаття (Підкарпатської Русі), Східної Словаччини та Потисся. Після 1453 року ця єпархія утримувала деякий час зв'язок із Київською митрополією, а пізніше з Галицькою митрополією, Молдавської і Сербською православними церквами.
У 1308 до влади в Угорщині прийшла Анжуйська династія, що протегувала католикам, і це погіршило становище православних.

### Унія
У першій половині 17 століття у Східній Словаччині і Закарпатті робляться спроби введення унії з Римом. Спочатку вони були невдалими. Так у 1614 році греко-католицький єпископ Анастасій Крупецький був вигнаний з монастиря Червоний Брід.
Лише 24 квітня 1646 в Ужгороді 63 православних священика були насильно приєднані до Римо-католицької церкви. Документ про унію був оформлений лише в 1652 році зі значними фактичними помилками. Так датою виникнення унії тут названий 1649 рік. Цією фальсифікацією пояснюється різнобій у датуванні Ужгородської унії, що має місце у церковно-історичній літературі і донині. Документ 1652 року був підписаний лише 6 архідеканами (благочинними).
Простий же народ, незважаючи на свій формальний греко-католицизм, продовжував триматися «старої віри». У Східній Словаччині і Закарпатті збереглися юліанський богослужбовий календар, церковнослов'янська мова, традиційні для цієї місцевості церковні розспіви й іконографія. Слов'янське богослужіння допомогло зберегти національну ідентичність і протистояти мадяризації аж до початку 20 століття.

#### Латинізація греко-католиків
З 1699 вся Угорщина потрапила під владу Габсбургів. У 18 столітті за царювання ревної католички Марії Терези (1717—1780) почався процес латинізації греко-католицької церкви в Східній Словаччині і Закарпатті. Робляться спроби введення григоріанського календаря, свята поклоніння Святим Дарів, звичаю вчиняти розарій, західного облачення для духовенства. Проводиться виправлення православних книг за римським зразком, демонтуються іконостаси тощо. Толерантний патент (Акт про віротерпимість) імператора Йозефа II, виданий 13 жовтня 1781, гарантував свободу віросповідання не тільки протестантам, але і православним. Проте в Угорській частині імперії перехід греко-католиків у православ'я був обставлений практично нездійсненними юридичними процедурами, що звело нанівець дію зазначеного патенту.

#### Пряшівська греко-католицька єпархія
У 1816 році створюється Пряшівська греко-католицька єпархія, метою якої була ліквідація залишків православ'я в краї і переведення в латинський обряд місцевих греко-католиків. Але ці цілі не були досягнуті. Найкращі представники греко-католицького духовенства виступили захисниками місцевих церковних традицій.

### Повернення греко-католиків у православ'я
У Словаччині в 19 столітті також були випадки переходу у православ'я. Масовим цей процес став у середовищі карпаторосів, які емігрували до Північної Америки. Заслуга возз'єднання з православною Церквою карпаторуських емігрантів належить протоієрею Олексію Товту (1853—1909). Він був професором церковного права у греко-католицькій семінарії у Пряшеві. У 1889 році прибув до Америки і очолив греко-католицький прихід у Мінеаполісі. У 1891 році разом з парафією перейшов у православ'я. У 1916 році була заснована Піттсбурзька карпаторуська єпархія, першим єпископом якої став преосвященний Стефан (Дзюбан). У 1994 році отець Олексій Товт зарахований Американською православною церквою до лику святих як «отець американського Православ'я».
Знайомство з російським православ'ям підштовхувало і громади Східної Словаччини до повернення у Православну церкву. Одна з таких спроб була зроблена мешканцями Бехерову, але її припинила поліція.
На початку 20 століття працями з відродження православ'я в краї прославився архімандрит Олексій (Кабалюк) (1877—1947). У 1905 році він виїхав до Росії, потім відвідав Афон, де був возз'єднаний з православ'ям. У 1910 році прийняв чернечий постриг та ієрейську хіротонію в Яблочинському монастирі, після чого повернувся в Закарпаття. Завдяки його діяльності за короткий час сотні людей повернулися до православ'я.
У переддень Першої світової війни проти православних громад сіл Великі Лучки (поблизу Мукачева) та Іза (Хустський район) був спровокований Мармарош-Сигетський процес. На лаві підсудних виявилися 64 людини, в основному прості селяни. Вони були звинувачені у державній зраді. Процес тривав з 29 грудня 1913 року до 3 березня 1914 36 людей, в їх числі і о. Олексій, були засуджені на тюремне ув'язнення, решта до тілесних покарань. Ув'язнені вийшли на волю лише після падіння Австро-Угорської імперії у 1918 році.
Після закінчення Першої світової війни почався активний рух за повернення греко-католиків у лоно Православної церкви у Закарпатській Україні та Східній Словаччині. Це був суто народний рух, що практично не знайшов підтримки з боку греко-католицького духовенства. На початок 1920 року до православного руху приєдналося тут вже близько 50 тисяч осіб, а до 1928 року число православних сягало 112 тисяч осіб.

### Чеська православна єпархія
Після створення Чеської православної єпархії Сербської православної церкви на чолі з єпископом Гораздом (Павликом), на території Словаччини теж стали відкриватися парафії цієї юрисдикції.

### Відновлення Мукачівсько-Пряшівської єпархії
У 1929 році Сербська православна церква відновила Мукачівсько-Пряшівську єпархію. У тридцятих роках Православна церква мала тут вже більше 100 парафій, на яких служило близько 100 священиків. Для управління єпархією в 1920—1930-ті роки. до Східної Словаччини та Закарпаття прямували архієреї з Сербії. З них особливо відомий своєю місіонерською діяльністю єпископ Нішський Досифей (згодом митрополит Загребський). У 1930 році на Підкарпатську єпархію був призначений єпископ Йосиф, з яким до Чехословаччини прибув відомий богослов Іустин (Попович), який трудився тут протягом двох років. До 1938 року тут було побудовано 127 нових храмів і відкрито кілька монастирів і скитів.

### Юрисдикція Константинопольського патріархату у Словаччині
У Східній Словаччині та Закарпатті існували також парафії, які підкорялись архієпископу Савватієві. У 1923 році ним був направлений сюди архімандрит Віталій (Максименко), випускник Казанської духовної академії, що був до революції серед братії Почаївської лаври і займався там видавничою діяльністю. Під час військових і революційних потрясінь о. Віталій зумів зберегти друкарню, яку перевіз спочатку до Сербії, а звідти до Словаччини. Завдяки його місіонерській діяльності у Східній Словаччині було створено 26 православних парафій.
Слід також відзначити, що у 1923—1924 роках на Закарпатті в юрисдикції архієпископа Савватія служив відомий вітчизняний ієрарх єпископ (згодом митрополит) Веніамін (Федченко).
1 квітня 1928 збори представників цих громад, що проходили в Медзилаборце, ухвалили рішення про перехід у юрисдикцію Сербської православної церкви. Головною заслугою о. Віталія є створення монастиря Преподобного Іова Почаївського у Ладомирові і відкриття при ньому друкарні. Монастирський храм був побудований у 1926 році. «Друкарня Преподобного Іова Почаївського» випустила у світ Служебник, Требник, унікальний Великий Збірник, Молитвослов та інші книги. У 1926 році монастир почав видавати журнал «Православна Карпатська Русь», перейменований незабаром у «Православну Русь», що є нині друкованим органом РПЦЗ. У 1934 році архімандрит Віталій був висвячений на єпископа митрополитом Антонія (Храповицького) у Сремських Карловцях і відправлений до Північної Америки як архієпископ. Під час Другої світової війни створений ним монастир був зруйнований (зберігся тільки храм), а братія переселилася в обитель Святої Трійці у Джорданвілі (США, штат Нью-Йорк), куди була перевезена і друкарня.

### Парафії російської еміграції
У проміжку між двома світовими війнами на території Чехословацької республіки існували також православні парафії російських емігрантів, які підкорялись митрополиту Євлогію (Георгієвському). На території Словаччини діяв, зокрема, російський храм у Братиславі.

### Друга світова війна
Після ліквідації Чеської держави, Словаччина проголосила самостійність під опікою Німеччини. Закарпаття, яке також проголосило незалежність (Карпатська Україна), потрапило під угорську окупацію. Мукачівський єпископ Володимир (Раїч) був узятий під варту угорською владою. Православні парафії Закарпаття та Словаччини нацисти передали в підпорядкування російському емігрантському архієпископу Серафиму (Ляде), який перебував у Берліні.

### Перехід у Московський патріархат
1945 комуністична Москва спровокувала питання про юрисдикцію православних парафій Чехії, Словаччини та Закарпатської України. Радянська окупаційна адміністрація поширювала чутки, що Сербська церква настільки постраждала від хорватських усташів, що не може дати раду цим православним. Московська Патріархія, за повної підтримки спецслужб СРСР, намагалася перепідпорядкувати собі місцеві православні громади. Цьому сприяло те, що в жовтні 1945 до неї приєднався єпископ Сергій (Корольов) і підпорядковані йому емігрантські парафії.
Карпатська Україна анексована СРСР як Закарпатська область Української РСР. За угодою Синодів Сербської та Російської церков Мукачівська єпархія Белград був змушений визнати тут юрисдикцію Московської Патріархії.
8 листопада 1945 єпархіальний з'їзд Чеської православної єпархії, що відбувся в Оломоуці, ухвалив рішення почати переговори про вихід з юрисдикції Сербської патріархії і перехід у підпорядкування Російській церкві. У травні 1946 до Праги прибув з Москви архієпископ Єлевферій (Воронцов), що мав завдання створити на території відновленої Чехословацької держави Екзархат Московської Патріархії. Сербська Церква 1948 офіційно заявила про свою згоду на перехід автономної Чеської єпархії у відання Московського Патріарха.
До 1949 року Екзархат включав в себе дві єпархії — Чесько-Моравську з центром у Празі і Східно-Словацьку із центром в Пряшеві.

### Друга хвиля переходу греко-католиків у православ'я
У Східній Словаччині у середовищі греко-католиків після війни знову почастішали випадки переходу у Православ'я. Цьому прислужилося й знищення греко-католицьких церков в Україні, Закарпатті та Румунії. Однак цей процес був форсований владою із політичних мотивів, що створило серйозну церковну проблему, нерозв'язану і нині.
28 квітня 1950 року у Пряшеві, під наглядом радянських спецслужб, скликаний так званий собор греко-католицького духовенства та віруючих, який оголосив про скасування Ужгородської унії 1646 року і про «возз'єднання» з Православною церквою. Рішення собору, за згодою політичної Москви, затверджені Святійшим Патріархом Алексієм I. У Східній Словаччині створені дві єпархії — Пряшівська на чолі з єпископом російського походження Олексієм (Дехтярьовим) та Михайлівська на чолі з єпископом Олександром (Міхалічем). Таким чином, до середини 1950 Екзархат Московської Патріархії в Чехословаччині мав у своєму складі чотири єпархії.

### Надання автокефалії
Анексія православних та недавніх греко-католицьких парафій Московською патріархією значно ускладнило міжрелігійний діалог у світі. Москва, аби не втратити нові надбання, спонукала 2 жовтня 1951 Екзаршу Раду «просити» Російську православну церкву про дарування Чехословацькій православні церкві автокефалії. 19 жовтня отримано згоду Державного управління з церковних справ. 23 листопада 1951 у Москві Святійшим Патріархом Алексієм I було підписано «Акт про дарування автокефалії Чехословацькій Православної Церкві», першим Предстоятелем якої був призачений\обраний митрополит Єлевферій (Воронцов). В урочистостях взяли участь представники Антіохійської, Російської, Грузинської, Румунської, Болгарської та Польської православних церков — православні церкви країн-сателітів СРСР. Вселенський патріархат не визнав самочинної автокефалії.
Але 13 червня 1968 сталося те, чого вимагали католики Словаччини — Греко-Католицька Церква у Чехословаччині була відновлена. Це викликало у Східній Словаччині процес масового повернення в унію, що супроводжувався насильницькими поверненнями храмів і церковних установ, і суттєво зменшило кількість православних парафій.
Після краху комуністичної системи до кінця 1992 року став очевидним швидкий розпад Чехословацької федеративної республіки на дві незалежні держави. У зв'язку з цим Помісний собор Чехословацької православної церкви, що проходив 11—12 грудня в Пряшеві, висловився за тимчасове збереження одної автокефальної Церкви для двох країн. Лише згідно з новою політичною ситуацією змінили офіційне найменування Церкви. Відтепер вона стала називатися «Православна Церква у Чеських землях і Словаччині». Був прийнятий новий Статут Церкви, за яким єдина Митрополича рада була розділена на два самостійних органи — Митрополича рада Чеських земель у Празі і Митрополича рада Словаччини в Пряшеві. Предстоятелем Церкви відтепер міг бути обраний як архієпископ Празький, так і архієпископ Пряшівський. Єдиними для всієї Церкви залишилися Священний Синод і Помісний Собор. Пряшівський собор 1992 року ухвалив рішення про канонізацію моравського князя Ростислава, ініціатора Кирило-Мефодіївської місії серед слов'ян. Урочистості з нагоди канонізації проходили 29—30 жовтня 1994 у Пряшеві і Брно.
1 січня 1993 Чехословацька Республіка розділилася на дві держави — Чехію і Словаччину, на територію яких поширюється канонічна влада єдиної Помісної Церкви.
27 серпня 1998 Константинопольським патріархом Варфоломієм був виданий «Патріарший і Синодальний Томос про дарування автокефалії святої Православної Церкви у Чеських землях і Словаччині», який розглядається як акт визнання Константинополем автокефалії, неканонічно оголошеної 1951 Російською православною церквою.

## Сучасний стан

### Православна церква Чеських земель і Словаччини
На території Словаччини діє дві єпархії Православної церкви Чеських земель і Словаччини:
- Пряшівська єпархія
- Михалівсько-Кошицька єпархія
  - Комаренський вікаріат

Пряшівську єпархію очолює Ростислав (Гонт), а Михалівсько-Кошицьку — Георгій (Странський).
Кафедральним собором Пряшівської єпархії і головним православним храмом Словаччини є Собор святого Горазда у Пряшеві. 
Кафедральними соборами Михалівсько-Кошицької єпархії є Собор святих Кирила і Мефодія у Михайлівцях та Собор Пресв. Богородиці, св. Яна Милостівого і св. Розалії з Палермо у Кошицях.
У Словаччині проживає 50 тисяч православних і знаходиться 90 православних парафій.

## Монастирі
- Чоловічий монастир на честь Положення ризи Пресвятої Богородиці (Пряшівська єпархія)

## Собори
- Собор святого Горазда (Пряшів)
- Собор святих Кирила і Мефодія (Михайлівці) (словац. Katedrálny chrám Sv. Cyrila a Metoda v Michalovciach)[2].
- Собор Пресв. Богородиці, св. Яна Милостівого і св. Розалії з Палермо (Кошице) (словац. Katedralny chrám Zosnutia Presv. Bohorodičky, sv. Jana Milostiveho a sv. Rozálie z Palerma)[3].